# Ragnvald Kali Kolsson
Ragnvald Kali Kolsson (o Rögnvald, también conocido como San Ronaldo o San Ronaldo de las Orcadas) fue un caudillo hiberno-nórdico, jarl de las Orcadas y santo noruego.
Ragnvald Kali Kolsson probablemente nació en Jæren, Noruega. Otras investigaciones apuntan a que como hijo del lendmann Kol Kalisson y Gunhild Erlendsdotter, hermana de Magnus Erlendsson, pudo nacer en Fjære, en algún lugar de Grimstad. El rey Sigurd I de Noruega le designó como jarl de la Orcadas y Shetland en 1129. Ragnvald debería gobernar la mitad de las Orcadas al igual que hizo su tío Magnus Erlendsson, pero su primo segundo Paul Haakonsson se hizo con el poder de todo el territorio. Ragnvald permaneció en la corte de Harald IV de Noruega y tras conseguir unificar Noruega bajo una misma corona en 1135, envió a Ragnvald con una expedición de guerra a las Orcadas donde Paul Haakonsson fue capturado y muerto. Ragnvald conseguiría el gobierno como jarl en 1136.
En 1137, Ragnvald inició la construcción de la Catedral de San Magnus de Kirkwall en Escocia. Ragnvald también sirvió como guardián de Harald Maddadsson, el sobrino de Paul Haakonsson que era menor de edad (5 años). En 1138 Ragnvald designó a Harald Maddadsson como jarl y compartiría el poder. Harald había heredado Caithness, en Escocia y por lo tanto Ragnvald también dominaba la región.
En 1153, Ragnvald viajó a Constantinopla encabezando una flota de 15 naves para batallar en las cruzadas, regresando a Noruega en 1155 y poco después a las Orcadas en el mismo año. Durante su ausencia, David I de Escocia garantizó la mitad de Caithness al primo de Harald Maddadsson, Erlend Haraldsson. El jarl Harald en consecuencia, desplazó a Erlend Haraldsson, que fue asesinado en 1156. En agosto de 1158, Ragnvald fue abatido con su séquito de ocho hombres por el padre adoptivo de Harald, Torbjørn Klerk. Su cuerpo fue llevado a Kirkwall y enterrado en la catedral, donde comenzaron a apreciarse milagros entre los que visitaban su sepulcro y los que se posaban sobre la piedra en la que pereció. Ragnvald fue canonizado en 1192 por el papa Celestino III.

## Herencia
Se desconoce el nombre de su consorte, pero las sagas hablan de una hija, Ingigerd Kalisdatter (n. 1135), que sería esposa de Erik slagbrellir Eriksson.